# Стёртевант, Алфред
А́лфред Генри Стёртевант (англ. Alfred Sturtevant; 21 ноября 1891, Джексонвиль Иллинойс США — 6 апреля 1970, Пасадина Калифорния США) — американский генетик и зоолог, член Национальной АН США, младший брат языковеда Эдгара Стёртеванта, ученик и сотрудник Томаса Моргана.

## Биография
Внук Джулиана Монсона Стёртеванта, одного из основателей Иллинойсского колледжа. Вырос на ферме своего отца в Алабаме, в 1908 году поступил в Колумбийский университет, который окончил в 1912 году. В том же году переехал в Вашингтон, где спустя три года (в 1915 году) устроился на работу в Институт Карнеги и проработал там 13 лет. В 1928 году переехал в Пасадину и посвятил этому городу всю оставшуюся долгую и плодотворную жизнь. С 1928 по 1962 год Алфред Стёртевант занимал должность профессора Калифорнийского университета. С 1962 года — на пенсии.

## Научные работы
Основные научные работы посвящены разработке хромосомной теории наследственности.
- 1913 — составил первую карту X-хромосомы дрозофилы.
- 1925 — открыл явление супрессии и эффект положения гена.
- Занимался сравнительной цитогенетикой видов дрозофилы.
- Изучал механизм определения пола.
- Исследовал влияние на кроссинговер обнаруженного им явления инверсии участков хромосомы.
- Совместно с Т. Х. Морганом, Г. Дж. Мёллером и К. Бриджесом внёс значительный вклад в создание хромосомной теории наследственности.

## Награды и премии
- 1957 — Кимберовская премия
- 1965 — Премия Джона Карти